# Zen
Zen of chán is een vorm van boeddhisme die sterk de nadruk legt op dhyana en introspectie. Hiermee wordt inzicht verkregen in de eigen ware aard, om zo de weg te openen naar een bevrijde manier van leven. Chán is een van de grotere Chinese scholen in het mahayana-boeddhisme. In Japan en het westen is de school bekend onder de naam zen (Japans 禅).

## Chán in China

### Ontstaan

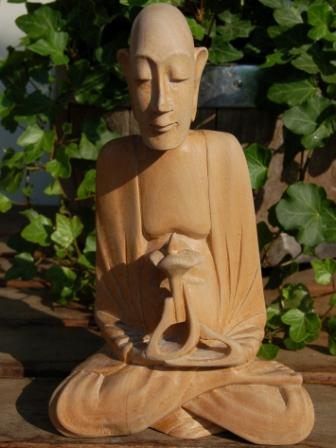
Mahakasyapa

Volgens de overlevering is zen in India ontstaan, toen de Boeddha een bloem omhooghield en Kasyapa glimlachte. Hiermee liet hij zien de essentie van de dharma, die niet in woorden wordt uitgedrukt, te hebben begrepen. Hiermee werd de leer aan Kasyapa overgedragen, de tweede patriarch van zen.
In deze legende wordt de sterke invloed van het taoïsme op de totstandkoming van zen genegeerd. Zen is sterk beïnvloed door de op meditatie gerichte 'leer zonder woorden' van Laozi en Zhuang Zi. Zo geeft Thomas Hoover in het boek Meesters van Zen duidelijk aan dat taoïsme en boeddhisme de beide wortels van Ch'an, het latere zen zijn:
De vroege Chinese leermeesters van meditatie, dhyana in het Sanskriet, Ch'an in het Chinees, namen de taoïstische traditie van de intuïtie over en de latere zenmeesters gebruikten vaak taoïstische wijsheden.
Het zenboeddhisme zoals dat zich zich eerst in China als Ch'an en later in Japan als zen zou ontwikkelen werd sterk door het confucianisme beïnvloed en vooral door het taoïsme. Ray Grigg betoogt in zijn boek The Tao of Zen (1994, 1999), dat wat bekend is als het traditionele Chinees-Japanse zenboeddhisme, eigenlijk bijna volledig op de Chinese taoïstische filosofie was gegrondvest, aangepast met onderdelen van het Mahayana-boeddhisme.

### Bodhidharma

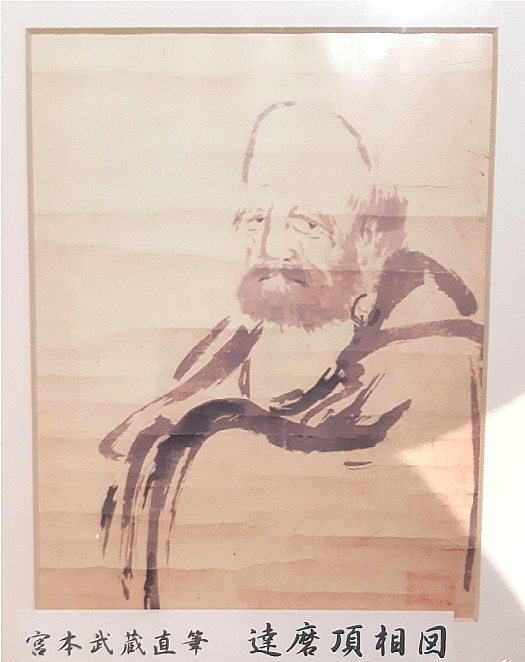
Bodhidharma door Miyamoto Musashi

Het boeddhisme werd in de eerste eeuw CE geïntroduceerd in China. Ch'an is de Chinese verbastering van Indische dhyana-meditatie (ध्यान), die beïnvloed werd door het Chinese taoïsme. Het taoïsme kende al een aantal vormen van meditatie zoals zitmeditatie en 'zitten in vergetelheid' maar volgens de legende werd Ch'an rond 475 of 520 geïntroduceerd door Bodhidharma, een Indiase of Perzische monnik. Hij was de 28ste Indiase patriarch van zen en de eerste Chinese patriarch. Rond die tijd waren in het zuiden zo'n 2.000 tempels en 36.000 monniken en in het noorden 6.500 tempels en 80.000 monniken.
Het boeddhisme dat Bodhidharma propageerde was sterk gebaseerd op de Lankavatara-sutra, waarin de tathagatagarba of boeddha-natuur en de alijvijnana gecombineerd worden. Hierdoor werd de nadruk gelegd op het direct zien van de ware aard van de geest, namelijk leegte: de ware aard van de mens heeft geen kenmerken die kunnen worden beetgegrepen. Het zien hiervan doet de mens ontwaken en doorbreekt de illusies die de geest schept. Dit inzicht opent de weg naar een bevrijde manier van leven, ongehinderd door de passies, verlangens en angsten die ons leven beheersen.
Het is de vraag in hoeverre de verhalen over Bodhidharma historisch correct of apocrief zijn. In de Overdracht van de lamp (t'eng shi, Transmission of the lamp), samengesteld door de Japanse zenmeester Keizan (geb. 1253), zelf geen accuraat historisch verslag, worden aspecten van de Bodhidharma-legende gerelativeerd. Er wordt verteld dat Bodhidharma niet op een rietstengel maar op een klein bootje de Yangtze-rivier overstak.

### Zen-lineage
De traditie van de overdracht van de leer via een opeenvolging van meesters ontstond in de 6e en 7e eeuw CE. Voorgangers waren collecties van verhalen over vooraanstaande monniken. De Ch'an-scholen gebruikten deze literaire vorm om hun school legitimiteit te verlenen, door zijn ontstaan terug te voeren op Shakyamuni Boeddha zelf. Het eerste als zodanig gecomponeerde werk is de Ch'uan fa-pao chi (Geschiedenis van de overdracht van de Dharma-schat) uit 710 CE. Hierin wordt Bodhidharma beschreven als de eerste patriarch. De zesde patriarch is Fa-ju (637-689). De zevende patriarch is Shen-hsiu (606?-706).
In een ander werk uit deze periode wordt de overdracht van de Lankavatara-soetra beschreven. Hierin is Gunabhadra, de vertaler van de Lankavatara-soetra, de eerste patriarch, Hui-Neng de zesde en Shen-hsiu de zevende. Deze indelingen wijken af van de bekende indeling, met Bodhidharma als eerste patriarch en Hui-Neng als zesde.

### Tang-dynastie
De Tang-dynastie (618-907) wordt gezien als de Gouden Tijd van Ch'an. In deze periode leefden de legendarische Ch'an-meester Hui-Neng (638-713), Ma-tsu (709-788), Huang Po (Obaku, overleden na 850) en zijn leerling Lin-Chi (Rinzai, overleden 866).
Hui-Neng wordt gezien als de zesde zen-patriarch. Deze status verkreeg hij pas na zijn dood. Oorspronkelijk werd Shen-hsiu gezien als de zesde patriarch. Hij genoot een hoge status aan het Chinese hof. Shen-hui, geboren in 670 of 672, was een leerling van Hui-Neng. In 732 begon hij een grote aanval op de leringen van Shen-hsiu's school, de Noordelijke School. Hij veroordeelde diens leeringen als geleidelijke verlichting, in tegenstelling tot de plotselinge verlichting van de Zuidelijke School. Shen-hsiu zou op oneigenlijke wijze de overdracht hebben verkregen, die eigenlijk Hui-Neng toekwam. De details van dit apocriefe verhaal staan in de bekende Platform-soetra van Hui-Neng. Vroege versies van deze soetra, ontdekt in Dunhuang, laten zien hoe deze soetra in de loop van een langere periode ontwikkeld en aangepast is. Hieruit blijkt dat de Platform-soetra geen geschiedkundig werk is, maar een religieus werk dat een specifieke interpretatie van het boeddhisme wil overbrengen.
Hoewel de beschuldiging van "gradualisme" niet correct was, heeft het een diepgaande invloed gehad op Ch'an. Plotselinge verlichting werd de norm en Hui-neng werd de archetypische zesde patriarch, waarop alle daaropvolgende scholen zich beriepen.
Halverwege de achtste eeuw, na de An Lu-shan opstand van 756, begon de Tang-dynastie in te storten. Het stedelijke Ch'an, dat bescherming genoot van de keizers, verloor aan invloed. Er ontstonden nieuwe scholen, die zich wel beriepen op Hui-Neng, maar geen partij meer kozen in het debat over plotselinge of geleidelijke verlichting. De school van Ma-tsu (709-788), de zogeheten Hongzhou School, was een van deze scholen. Het Ch'an wat nu ontstond was aards en nuchter en minder geïnteresseerd in leerstellige discussies.
In 845-846 vond er een grote vervolging van het boeddhisme plaats. Na de An Lu-shan opstand had de centrale regering haar macht niet meer goed weten te herstellen. De vervolging van het boeddhisme die plaatsvond was een manier om tempelrijkdommen te confisqueren en monniken, die waren vrijgesteld van belastingen, terug het burgerleven in te jagen. Het was een grote klap voor het stedelijke Ch'an, maar versterkte het Ch'an van de buitengebieden, dat zich wist te handhaven en het Chinese boeddhisme ging domineren. In deze tijd ontstonden ook de zogeheten vijf scholen, waaronder die van Lin-Chi (Rinzai) en Ts'ao-tung (Sōtō).

### Song-dynastie
Tijdens de Song-dynastie (960-1297) was het boeddhisme in China in verval. Er werd teruggekeken op het Ch'an van de Tang-dynastie als een gouden tijd van Ch'an. Overleveringen uit deze periode vormden de basis voor de zogeheten ontmoetingsverhalen, waarin vraag-en-antwoord dialogen tussen meesters en leerlingen worden beschreven. Het zijn deze ontmoetingsverhalen die sterk hebben bijgedragen aan het beeld van zen in het westen:
"The anecdotes of middle Chan encounter dialogue represent the stories repeated most often in popular books on Chan/Zen as examples of paradoxical but enlightened behavior."
Deze ontmoetingsverhalen waren de voorlopers van de koans. Door het toepassen van literaire technieken werden deze ontmoetingsverhalen gestileerde teksten. De introductie van de boekdrukkunst maakte het mogelijk om boeddhistische teksten op grote schaal te verspreiden, waaronder Ch'an-teksten. Dit dus in tegenstelling tot het populaire idee van "Een directe overdracht, van geest op geest, buiten de geschriften om"!

Een bekende uitspraak uit deze tijd, die apocrief werd toegeschreven aan Bodhidharma, is de directe overdracht:

"Een eigen overdracht (van de leer) (jiaowai biechuan)

Die niet plaatsvindt door middel van taal (buli wenzi)

Het wijst direct naar de menselijke geest (zhizhi renxin)

En veroorzaakt zo dat iemand zijn ware aard ziet en een Boeddha wordt (jianxing chengfo)".
De Song-dynastie controleerde de Ch'an-scholen door de instelling van Vijf Bergen en Tien Tempels, vijf hoofdtempels en tien minder belangrijke tempels. In lijn hiermee werden de koans door Ta-hui Tsung-kao (1089-1163) gesystematiseerd, om ze toegankelijker te maken voor monniken en leken. Dit was zo succesvol, dat Ta-hui houtblokken en afdrukken van de Pi-yen lu, ("Blauwe Rots") vernietigde, omdat hij ze zag als een hindernis voor werkelijke beoefening. Desondanks bleef dit systeem succesvol en verspreidde het zich ook naar Japan.
Na de val van de Song-dynastie werd Ch'an gesteund door de Mongoolse overheersers (1279-1368), maar veranderde ook van karakter. Tijdens de Ming-dynastie (1368-1644) speelde het geen grote rol meer.

## Zen in Japan

### Kamakura (1185-1333)
In de zesde eeuw werd het boeddhisme geïntroduceerd in Japan. Tijdens de Kamakura-periode (1185-1333) won zen aan populariteit. Het sloot aan bij de levenshouding die de samurai nastreefden: zonder angst de dood onder ogen zien, en intuïtief en spontaan handelen.
Rinzai Zen (Chinees: Lin-chi) werd geïntroduceerd door Eisai (1141-1215). Sōtō Zen werd geïntroduceerd door Dogen (1200-1253).

### Ashikaga (of Muramachi) (1336-1573)
Tijdens de Ashikaga-periode verloor zen aan kracht en originaliteit.
De Rinzai school had het meeste succes in deze periode, omdat het favoriet was bij de militaire heersers. Een bekende leraar uit deze periode is Ikkyu.

### Azuchi-Momoyama en Edo (1573-1868)
Na een periode van oorlogen werd Japan weer verenigd. Dit ging ten koste van het boeddhisme, dat een sterke politieke en militaire kracht was geworden in Japan. Het neo-confucianisme won aan invloed, ten koste van het boeddhisme, dat onder strikte staatscontrole kwam. Nieuwe leerstellingen en oefenmethodes mochten niet worden geïntroduceerd, evenmin als nieuwe tempels en scholen. De enige uitzondering was de introductie van Obaku-zen. Japan sloot zich ook af voor de buitenwereld. De enige buitenlandse handelaren die werden toegestaan waren Nederlanders op het eiland Dejima en Chinezen.
Desondanks bleef zen het goed doen. Drie bekende namen uit deze periode zijn Bankei, Basho en Hakuin.

### Meiji Restauratie (1868-1912)
Door zijn afsluiting van de buitenwereld was Japan een middeleeuws land gebleven. Een staatsgreep maakte hier een einde aan. De macht van de keizer werd hersteld en Japan opende zijn deuren voor de buitenwereld, om in een snel tempo te moderniseren.
Shinto werd de officiële religie, ten koste van het boeddhisme. Boeddhistische instituties hadden een simpele keuze: aanpassen of verdwijnen. Rinzai en Soto-Zen kozen voor aanpassen, met pijnlijke gevolgen. Het Japanse nationalisme werd ook door de zen-instituties uitgedragen. Oorlogsinspanningen, tegen Rusland, China en uiteindelijk de Tweede Wereldoorlog, kregen ondersteuning van het zenboeddhisme.

### Vanaf 1945
Na de oorlog groeide de belangstelling voor zen in het westen. Westerlingen trokken naar Japan om in kloosters kennis te maken met zen. Japanse leraren vertrokken naar het westen om daar onderricht in zenmeditatie te geven. Ondanks deze populariteit in het westen is zen in Japan minder populair onder jongeren. In Nederland werd bijgedragen aan de bekendheid met zen door de autobiografische trilogie van Janwillem van de Wetering, bestaande uit De lege spiegel (1972), Het dagende niets (1974) en Zuivere Leegte (2000).

## Betekenis van zen

### Leerstellingen
Het boeddhisme gaat uit van sunyata, leegte. Maar een andere belangrijke leerstelling is de boeddha-natuur, het idee van een essentiële natuur of werkelijkheid. Alle levende wezens hebben die, maar zijn zich er niet van bewust, zolang ze niet ontwaakt zijn. Dit idee van een essentiële natuur kan makkelijk leiden tot de opvatting van de ware natuur als een onveranderlijk, statisch ding.
De vraag bij de mu-koan is: wat betekent dit 'mu'? Letterlijk betekent het 'nee' of 'niets'. Door 'mu!' te antwoorden ontkracht Joshu het geloof in een essentiële natuur en laat zien dat onze ware natuur ongrijpbaar en leeg is. In de Lankavatara-sutra staat de tegenstelling tussen deze twee leerstellingen centraal. Een voorbeeld is de vraag aan de Boeddha waarom hij de boeddha-natuur predikt, als alle verschijnselen in essentie leeg zijn. Hierop antwoordt hij, dat het idee van de leegte mensen angst aanjaagt en dat het idee van de boeddha-natuur mensen helpt de leegte te begrijpen en ermee om te gaan.

### Kensho: inzicht in de eigen ware aard
Het doel van zen is kensho, inzicht in je eigen ware aard, en mujodo no taigen, uitdrukking van dit inzicht in het dagelijkse leven.
Inzicht in de ware aard wil zeggen: zien dat er geen onveranderlijk 'ik' of 'zelf' aanwezig is, dat je in essentie leeg bent. Dit is een contra-intuïtief inzicht, omdat we van nature geneigd zijn om onszelf als een 'ik', een vaststaande entiteit waar te nemen.
Uitdrukking in het dagelijks leven wil zeggen dat dit inzicht niet alleen een contemplatief inzicht is, maar dat ons leven uitdrukking geeft aan een zelfloos bestaan.
Door de nadruk die met name Rinzai-zen legt op meditatie, koan-studie en verlichting kan gemakkelijk de indruk ontstaan dat er een doel bereikt moet worden. Verlichting, of 'ontwaken', kan echter geen doel op zichzelf zijn. Het gaat er ook voortdurend om hoe dit ontwaken wordt vormgegeven in het dagelijks leven.

## Methodes

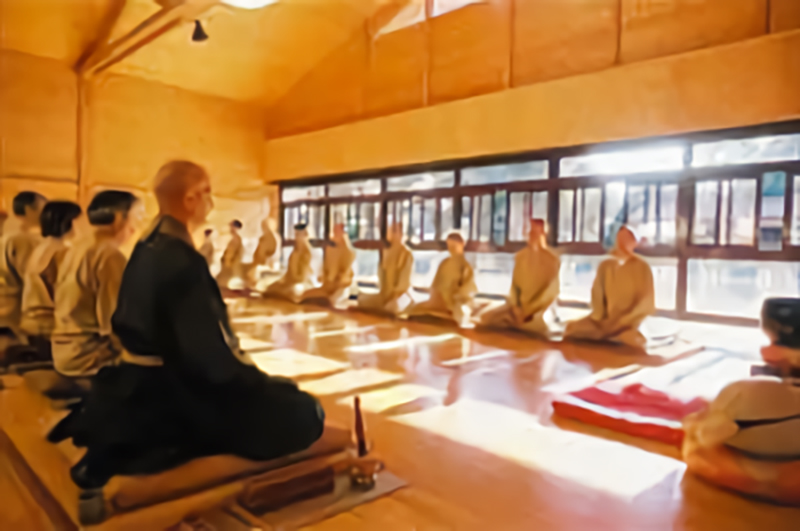
Zazen in Rinzai school

Verlichting is niet iets dat iemand kan afdwingen. Toch worden er methodes gebruikt, waarvan de bekendste en meest gebruikte de meditatie en de koan-studie zijn.

### Zenmeditatie
Zen legt de nadruk op za-zen: meditatie als middel tot verlichting. Meditatie kent meerdere vormen. In het boeddhisme worden twee vormen toegepast, vipassana (aandachtig gewaarzijn) en samatha (concentratie van de geest). In het zenboeddhisme ligt de nadruk op samatha. Het Japanse woord zen is een verbastering van het Chinese woord ch'an, wat weer een verbastering is van dhyana, concentratie. Het Japanse woord zazen betekent 'zittend mediteren'. Toch is zenmeditatie idealiter niet alleen concentratie, maar ook aandacht: het gewaarzijn van de voortdurende verandering van ons bewustzijn, van alle prikkels die we opnemen en de automatische reactie daarop van onze geest.
Ter afwisseling van het zittend mediteren, dat ongetraind zeer onaangenaam en pijnlijk kan zijn, is er de zogeheten loop-meditatie, kinhin, waarin met zeer veel aandacht wordt gelopen. Een leider-monnik loopt voorop en slaat op een gong en achter hem lopen de andere monniken of zenbeoefenaars.
Zelfspot met behoud van respect is van groot belang, want ijdelheid of de illusie dat je iets bereikt hebt, ligt altijd op de loer. Een goede grap en relativeren is dan ook wel nodig bij dit keurslijf van regels.

### Koans
Om zenbeoefenaars tot inzicht te laten komen, kan een zenleraar ook een koan opgeven. Dit is een korte anekdote, die raadselachtig lijkt, maar een subtiele uitleg van een onderdeel van de Boeddhistische leer bevat. De bekendste is Joshu's mu: 
Een monnik vroeg: "Heeft een hond ook boeddha-natuur?" Joshu antwoordde: "Mu!"

### Literaire traditie
Zen beschikt niet over een definitieve literaire canon in de mate waarin het Jodendom, het Christendom of de Islam gebaseerd zijn op een min of meer vast afgelijnd boek of collectie van boeken. De oorspronkelijke zen-beoefenaars zetten zich zelfs uitdrukkelijk af tegen de gedachte dat een boek gezag zou mogen hebben en de traditionele koan kan gezien worden als een concrete uiting van het wantrouwen tegenover gewoon, referentieel taalgebruik. Wel zijn er historische geschriften die een belangrijke rol hebben gespeeld bij de vorming van een consensus over wat zen is. Ze vallen ruwweg uiteen in vier categorieën:
- opgetekende woorden van een bekende zenmeester;
- verzamelingen van opgetekende woorden in een historisch perspectief; deze categorie van teksten wordt aangeduid met de term "het doorgeven van de lamp";
- commentaren op oudere teksten of verhalen;
- leefregels voor monniken.

## Zenstromingen

### Rinzai en Sōtō
Binnen het zenboeddhisme bestaan er twee grote stromingen, namelijk Rinzai en Sōtō. Rinzai-zen legt de nadruk op koan-studie en plotselinge verlichting. Soto-zen daarentegen legt de nadruk op meditatie en geleidelijk inzicht. De bekendste persoon uit deze school is Dogen.
Een kleine, maar in het westen invloedrijke school, is de Sanbo Kyodan, opgericht door Yasutani-roshi. Een bekende leraar uit deze school is Philip Kapleau. Ook Maezumi-roshi heeft dharma-overdracht ontvangen in deze school.

## Kritieken

### Historisch onderzoek
De laatste decennia heeft het wetenschappelijke onderzoek naar zen en zijn geschiedenis een grote vlucht genomen. De "grand saga" van het zenboeddhisme blijkt geen historisch accuraat verslag te zijn, maar een kunstig geconstrueerd verhaal, bedoeld om de zenschool autoriteit te verlenen. De impact van dit moderne onderzoek lijkt pas recentelijk duidelijk geworden.

### Problemen in de praktijk
Daarnaast blijkt de implementatie van zen in het westen met de nodige problemen gepaard te gaan, die verbonden zijn aan deze "grand saga".
In het westerse zenboeddhisme wordt grote waarde gehecht aan dharma-overdracht. In Japan betekent dharma-overdracht dat een leraar volledig gekwalificeerd is. In Europa en de VS is dharma-overdracht verbonden geraakt aan het begrip roshi, oudere leraar. Het idee lijkt te bestaan dat een roshi bovenmenselijke eigenschappen heeft verkregen: een onfeilbaar inzicht in het ware zelf en een volmaakte persoonlijkheid. In de praktijk blijkt dit nogal eens tegen te vallen, gegeven de herhaalde gevallen van machtsmisbruik en financiële en seksuele malversaties.
Deze waardering van de term 'roshi' vindt zijn oorsprong in de werken van D.T. Suzuki, die een zeer belangrijke invloed heeft gehad in de kennismaking van het westen met zen. Hij had een romantische opvatting van zen, wat hij zag als de ultieme uitdrukking van de universele mystieke aard van de mens. Suzuki heeft een grote rol gespeeld in de beeldvorming van Zen in het westen, ook in Europa.
Japanse zenboeddhisten hebben een pijnlijke rol gespeeld voor en tijdens de Tweede Wereldoorlog, door het Japanse militarisme actief en passief te steunen. Ook Suzuki, die de Japanse cultuur zag als superieur aan de westerse, zou hier een rol in hebben gespeeld. In Nederland hebben Ton Lathouwers en Nico Tydeman aandacht gevraagd voor deze duistere episode in de geschiedenis van het boeddhisme en gewezen op de verantwoording die zenboeddhisten hierover hebben af te leggen.
Hier staat tegenover dat het Japanse nationalisme en de verheerlijking van de Japanse cultuur en uniekheid, ook een reactie was op het westerse imperialisme, dat in de 19e eeuw bezig was om de wereld gewapenderhand te veroveren.
In 1931 introduceerde Tosaka Jun de term Kyotoschool voor wat hij beschouwde als een rechtse tendens in de kring rond de vooraanstaande moderne filosoof Kitaro Nishida. Toen het werk van die denkers in de jaren 1980 in het Westen vertaald en verspreid raakte als onderdeel van een ruimere zenbeweging, werd de rol van Suzuki Shigetaka, Kõsaka Masaaki en Kõyama Iwao onderbelicht, als ze al werden beschouwd als leden van de School. Het feit dat de politieke implicaties van het religieuze denken van de Kyotoschool genegeerd werden door enthousiaste theologen en vergelijkende filosofen, verwonderde geleerden in de Verenigde Staten die op de hoogte waren van de intellectuele geschiedenis van Japan.
De verheerlijking van zenmeesters en verlichting ligt ook besloten in de geschiedenis van het zenboeddhisme en zijn gebruik van aansprekende verhalen. Het verhaal van de plotselinge verlichting van Hui-Neng is een voorbeeld van zo'n verhaal. Dit verhaal, waarin plotseling inzicht wordt beschreven als superieur aan geleidelijke oefening, werd gebruikt in een strijd om macht en aanzien bij het Chinese hof.

## Verder lezen
Moderne klassiekers
- Suzuki, D.T. Inleiding tot het Zen-Boeddhisme, vert. William B. Moens. Deventer: Ankh-Hermes, 1958.
- Watts, Alan W. Zen-boeddhisme, vert. R. H. Marijnissen. Uitgevers: W. de Haan N.V., Zeist en Van Loghum Slaterus N.V., Arnhem, 1963
- Suzuki, S. Zen-begin: eindeloos met Zen beginnen: ongedwongen gesprekken over Zen-meditatie en praktijk. Deventer: Ankh-Hermes, 1976. ISBN 9789020245530
- Reps, Paul (1979), Zen-zin, Zen-onzin. Deventer: Ankh-Hermes.
- Kapleau, Philip (1980(1965)), De drie pijlers van Zen. Leer, oefening en verlichting. Deventer: Ankh Hermes

Nederlandse Zen
- Houtman, Maarten Tao-Zen
- Lathouwers, Ton (2011), Meer dan een mens kan doen. Rotterdam: Asoka.
- Tydeman, Nico (1999), Dansen in het duister. Een proeve van spiritualiteit. Rotterdam: Asoka.
- Een humoristische, maar tevens serieuze inleiding over het leven in een zenklooster geeft deze zentrilogie van Janwillem van de Wetering:
  - (1972), De Lege Spiegel
  - (1974), Het dagende Niets
  - (2000), Zuivere Leegte

Geschiedenis
- Dijkstra, Michel (2010), Zenboeddhisme. Ambo.
- Dumoulin, Heinrich (2005), Zen Buddhism: A History. Volume 1: India and China. World Wisdom Books. ISBN 978-0-941532-89-1
- Dumoulin, Heinrich (2005), Zen Buddhism: A History. Volume 2: Japan. World Wisdom Books. ISBN 9780941532907
- Yoshinori, Takeuchi (editor)(1999), Buddhist Spirituality. Later China, Korea, Japan and the Modern World. Delhi: Motilal Banarsidass Publishers Private Limited

Kritisch onderzoek

Overzicht
- Heine, Steven (2007), A Critical Survey of Works on Zen since Yampolsky. In: Philosophy East & West Volume 57, Number 4 October 2007 577–592

Ontstaan van Chán in China
- Mcrae, John (2003), Seeing through Zen. Encounter, Transformation, and Genealogy in Chinese Chan Buddhism. The University Press Group Ltd. ISBN 9780520237988
- Welter, Albert (2000), Mahakasyapa's smile. Silent Transmission and the Kung-an (Koan) Tradition. In: Steven Heine and Dale S. Wright (eds)(2000): The Koan. Texts and Contexts in Zen Buddhism. Oxford University Press
- Schlütter, Morten (2008), How Zen became Zen. The Dispute over Enlightenment and the Formation of Chan Buddhism in Song-Dynasty China. University of Hawai'i Press. ISBN 978-0-8248-3508-8

Japan
- Victoria, Brian Daizen (2006), Zen at War. Lanham e.a.: Rowman & Littlefield Publishers, Inc. (Second Edition)
- Faure, Bernard (1991), The Rhetoric of Immediacy. A Cultural Critique of Chan/Zen Buddhism. Princeton, New Jersey: Princeton Universitu Press. ISBN 0-691-02963-6

Orientalisme en oost-west interactie
- Borup, Jorn, Zen and the Art of inverting Orientalism: religious studies and genealogical networks
- King, Richard (2002), Orientalism and Religion: Post-Colonial Theory, India and "The Mystic East". Routledge
- McMahan, David L. (2008), The Making of Buddhist Modernism. Oxford University Press. ISBN 9780195183276

Overig
- Charlotte Joko Beck (2003), Alle dagen Zen. Karnak, Amsterdam
- D. Verstegen (2005), Zenboeddhisme, Uitgeverij Kok
- Nathan Wennegers (2006), De Stank van Zen
- Batchelor, Stephen (2009), Boeddhisme zonder geloof. Rotterdam: Asoka (derde druk).
- Willigis Jäger, Doris Zölls en Alexander Poraj (2010), Zen in de 21ste eeuw. Asoka